# Legea lui Wien
Legea lui Wien, denumită de fapt "legea repartiției spectrale a corpului negru, valabilă pentru lungimi de undă mici", a fost publicată de Wilhelm Wien în anul 1896. 
{\displaystyle \lambda _{\mathrm {max} }={\frac {b}{T}}}
unde λmax este maximul lungimii de undă, T este temperatura absolută a corpului negru, b este o constantă de proporționalitate numită constanta lui Wien de deplasare, egală cu 2,8977685(51) 10-3 m×K (2002 CODATA valoarea recomandată)